# Trap (Shakira)
Trap è un singolo della cantante colombiana Shakira, pubblicato il 26 gennaio 2018 come quarto estratto dall'undicesimo album in studio El Dorado.

## Descrizione
Il singolo ha visto la collaborazione del cantante colombiano Maluma, con la quale Shakira aveva già collaborato alla realizzazione di Chantaje. È stata scritta nel settembre 2016, durante tre giorni di lavoro a Barcellona, dai due artisti insieme al duo Rude Boyz. Alla sessione ha partecipato anche lo storico collaboratore della cantante, Luis Fernando Ochoa. Il testo della canzone tratta di una passionale frequentazione tra due ragazzi, tra dubbi ed esplicite sensazioni.
Riguardo alla canzone, Shakira ha dichiarato al sito El Heraldo che Trap è «un brano rischioso, audace, è molto carnale, crudo, ma anche super sensuale».

## Video musicale
Il videoclip, diretto da Jaume de Laiguana, è stato girato nel marzo 2017 nello studio Banzai di Barcellona. Mostra i due artisti in bianco e nero, ricoperti di fumo ed in una vasca piena di latte. È stato pubblicato su Vevo il 26 gennaio 2018, in concomitanza con il lancio del singolo, ed ha ricevuto nelle prime 24 ore ben 7,2 milioni di visualizzazioni.

## Tracce
Download digitale
1. Trap (feat. Maluma) – 3:20 (Bryan Lezcano, Maluma, Kevin Jiménez, Rene Cano, Shakira, Rude Boyz)

## Formazione
- Shakira – voce, produzione, composizione
- Maluma – voce, produzione, composizione
- Luis Fernando Ochoa – chitarra
- Rude Boyz (Chan El Genio, Kevin ADG) – produzione, registrazione, programmazione
- Dave Clauss – missaggio, registrazione
- Bryan Snaider Lezcano Chaverra – composizione
- Kevin Mauricio Jiménez Londoño – composizione
- Rene Cano – composizione